# Avenida da Boavista
La Avenida de Boavista es una calle que atraviesa las freguesias de Cedofeita, Massarelos, Lordelo do Ouro, Ramalde, Aldoar y Nevogilde, de la ciudad del Oporto, en Portugal.
Tiene cerca de 5,5 kilómetros de extensión, prolongandose en línea recta desde el Hospital Militar de Oporto hasta la Plaza de Gonçalves Zarco, conocida por Castillo do Queijo, designación popular del antiguo Fuerte de São Francisco Xavier do Queijo, junto al mar.

## Origen del nombre
La Avenida da Boavista debe su nombre a la Calle da Boavista que tiene su inicio en la Plaza de la República (Oporto).

## Historia
Fue abierta a mediados del siglo XIX, pero el último tramo entre la Fonte de Moura y el mar fue terminado en 1917.
Hasta mediados del siglo XX la avenida era una auténtica alameda con dos filas de frondosos plataneros que acabaron por ser sacrificados para facilitar el tráfico automóvil. Alteraciones recientes y puntualmente polémicas han conferido un nuevo visual a la avenida, en la que resisten algunos ejemplos de buena arquitectura, pero de donde desaparecieron muchos árboles del separador céntrico.

## Puntos de interés[2]
- Estádio do Bessa XXI
- Hospital Militar de Oporto
- Casa da Música, su más distintivo y mediático ejemplo arquitectónico, obra del neerlandés Rem Koolhaas, inaugurada en 2005, en el espacio otrora ocupado por la remise de los tranvías, en la Rotonda da Boavista.
- Casa de la Viscondessa Santiago Lobão
- Antiguo Colegio de los Maristas
- Complejo Residencial de Boavista, de Agostinho Ricca
- Fundación AEP
- Fundación Dr. Antonio Cupertino de Miranda
- Parque de la Ciudad (Oporto), una vasta área lúdica y de ocio deportivo.

## Accesos
- Estación Casa da Música
- Líneas 201, 202, 203, 502, 503 y 504- STCP.